# 다운구

다운 구의 위치

다운구(영어: Down District, 아일랜드어: Ceantar an Dúin)는 2015년까지 존재했던 북아일랜드의 옛 구였다. 행정 중심지는 다운패트릭이며 면적은 647km2, 인구는 70,800명(2010년 기준), 인구 밀도는 109명/km2이다.

## 구 정보
- 행정 중심지: 다운패트릭
- 면적: 647km2
- 인구: 70,800명 (2010년 기준)
- 인구 밀도: 109명/km2
- ISO 3166-2 코드: GB-DOW
- ONS 코드: 95R
- 종교 분포: 천주교 61.9%, 개신교 35.5%